# ماريانيت ميلر-ميكس
ماريانيت جين ميلر-ميكس (بالإنجليزية: Mariannette Jane Miller-Meeks)‏ هي سياسية وطبيبة أمريكية من الحزب الجمهوري ولدت في يوم 6 سبتمبر 1955 في قرية هيرلونغ في كاليفورنيا. خدمت في الجيش الأمريكي حتى عمر 24. بعد ذلك أكملت دراستها في جامعة كاليفورنيا الجنوبية وحصلت على شهادة البكلوريوس في العلوم، وثم حصلت على شهادة الدكتوراه في الطب من جامعة تكساس المسيحية. انتقلت للعمل في ولاية آيوا. أصبحت مديرة دائرة آيوا للصحة العامة من سنة 2010 إلى سنة 2014. في سنة 2018 انتخبت كعضوة في مجلس شيوخ ولاية آيوا. وفي سنة 2020 انتخبت كعضوة جديدة في مجلس النواب الأمريكي عن المقاطعة الثانية بعد ان تغلبت على ممثلها الديمقراطي في الانتخابات ديف لوبساك.